# Prestazione delle locomotive
Il termine prestazione, nel linguaggio ferroviario, definisce la massa dei rotabili trainabile da una locomotiva, in funzione della pendenza della linea (detta grado di prestazione), che le consenta di mantenere la categoria di velocità prevista dall'orario di un treno.
La prestazione definita massima indica la massima massa rimorchiata di rotabili con i quali una locomotiva, su un determinato tratto di linea, dopo una fermata riesce ad avviarsi e procedere mantenendo un valore minimo di accelerazione.
Generalmente questo valore viene calcolato considerando il coefficiente di aderenza delle rotaie bagnate (0,28) e la pendenza in ogni punto del tratto di linea in questione.
Da quanto detto si evince che la massa rimorchiabile da una locomotiva (la prestazione) è determinata e condizionata da numerosi fattori:
- le condizioni altimetriche della linea da percorrere
- la presenza o meno di curve e il loro raggio di curvatura
- la resistenza al moto globale dei rotabili
- la resistenza degli organi di attacco dei rotabili
- la resistenza aerodinamica al moto (solo per velocità elevate)
- la velocità media che si intende ottenere nella marcia del treno
- la potenza complessiva della locomotiva ed il tipo di trazione

La prestazione viene calcolata sperimentalmente per ogni tipo di locomotiva dagli organismi tecnici delle aziende ferroviarie e indicata in apposite tabelle (dette tabelle di prestazione) allegate ai regolamenti di esercizio tenendo conto dei fattori sopraelencati ed in base ad essa vengono stilati i quadri orario e il tipo di locomotiva da utilizzare per ogni singolo treno. Nel caso di linee ferroviarie in cui è presente una limitata tratta con pendenza elevata per evitare di ridurre il peso rimorchiato di un treno (in maniera antieconomica per tutto il percorso) si preferisce utilizzare, solo per quel tratto, la doppia trazione in testa o la spinta con locomotiva in coda.